# Münchhausen (Familienname)
Münchhausen ist ein deutscher Familienname.

## Namensträger
- Anna von Münchhausen (Salondame) (1853–1942), deutsche Salondame
- Anna von Münchhausen (Journalistin) (* 1953), deutsche Journalistin und Schriftstellerin
- Alexander von Münchhausen (1813–1886), Ministerpräsident des Königreichs Hannover
- August Münchhausen (1910–2003), Gründer der Kaffeerösterei August Münchhausen in Bremen
- Börries von Münchhausen (Staatsbeamter) (1587–1646), deutscher Adeliger und Staatsbeamter.
- Börries von Münchhausen-Moringen (1702–1773), Rittergutsbesitzer von Parensen seit 1750
- Börries von Münchhausen (Jurist, 1745) (1745–1829), Erbherr, Kanzleiauditor und Justizrat in Stade, Hofrichter in Hannover
- Börries Friedrich von Münchhausen (Hofmarschall) (1757–1810), Oberhofmarschall in Wolfenbüttel
- Börries Wilhelm von Münchhausen (1794–1849), deutscher Jurist und Diplomat
- Börries von Münchhausen (Jurist, 1845) (1845–1931), deutscher Jurist, Kammerherr, Landtagsabgeordneter
- Börries von Münchhausen (Schriftsteller) (1874–1945), deutscher Schriftsteller und Lyriker
- Christian Wilhelm von Münchhausen (1683–1742), Domkapitular und Scholaster in Halberstadt
- Christiane Elisabeth von Münchhausen (1679–1746), Äbtissin des Stiftes Steterburg
- Christoph Friedrich von Münchhausen (1644–1700), kurbrandenburgischer Landrat und Rittergutsbesitzer, Domherr zu Halberstadt
- Christoph Johann von Münchhausen (1695–1756), Kammerrat und Kreisdirektor
- Clementine von Münchhausen (1849–1913), deutsche Stickkünstlerin
- Ernst von Münchhausen (1847–1921), deutscher Rittergutsbesitzer und Hofbeamter
- Friedemann Freiherr von Münchhausen (1906–2002), deutscher Jurist
- Ferdinand von Münchhausen (1810–1882), Oberpräsident der preußischen Provinz Pommern
- Ernst Friedemann Freiherr von Münchhausen, siehe Friedemann von Münchhausen der Ältere (1865–1936), deutscher Kommunalpolitiker
- Ernst-Friedemann von Münchhausen der Jüngere (1906–2002), deutscher Jurist und Verwaltungsbeamter
- Friedrich Ludwig von Münchhausen (1758–1827), Maire der Stadt Braunschweig während der Braunschweiger Franzosenzeit
- Gerlach Adolph von Münchhausen (1688–1770), Minister im Kurfürstentum Braunschweig-Lüneburg (Kurhannover), Erster Kurator  der Georg-August-Universität Göttingen
- Gerlach Heino von Münchhausen (1652–1710), deutscher Kammerherr und Oberstallmeister Friedrichs I.
- Hans Georg von Münchhausen (1877–1952), deutscher Verwaltungsbeamter und Rittergutsbesitzer
- Heinrich Burchard von Münchhausen (1659–1717), braunschweig-lüneburgischer Drost
- Hermann August von Münchhausen (1856–1922), deutscher Gutsbesitzer und Pferdezüchter
- Hilmar von Münchhausen (1512–1573), Obrist unter Philipp II. (Spanien) und Friedrich II. (Dänemark und Norwegen)
- Hilmar von Münchhausen (Politiker) (1818–1897), deutscher Oberforstmeister und Politiker
- Hieronymus Carl Friedrich von Münchhausen (1720–1797), deutscher Adliger, bekannt als „Lügenbaron“
- Johann Gottlieb Bernhard von Münchhausen (1727–1799), Hofrat und Kreisdirektor
- Klaus von Münchhausen, deutscher Sozialwissenschaftler und Historiker
- Lucia Elisabeth Münchhausen (1732–1803), siehe Johann Christoph Friedrich Bach
- Ludolf von Münchhausen (1570–1640), deutscher Adeliger
- Marco von Münchhausen (* 1956), deutscher Jurist und Sachbuchautor
- Max von Münchhausen (1868–1920), deutscher Schriftsteller
- Otto von Münchhausen (Botaniker) (1716–1774), deutscher Botaniker
- Otto von Münchhausen (Landrat, 1780) (1780–1872), preußischer Landrat und Domherr
- Otto von Münchhausen (Landrat, 1802) (1802–1869), preußischer Landrat des Kreises Eckartsberga und Rittergutsbesitzer
- Otto von Münchhausen (1836) (1836–1913)
- Philipp von Münchhausen (1748–1816), Mitglied der Reichsstände im Königreich Westphalen, Landkomtur des Deutschen Ordens
- Philipp Adolph von Münchhausen (1694–1762), deutscher Verwaltungsjurist und zuletzt hannoverscher Staatsminister und Chef der Deutschen Kanzlei in London
- Rembert von Münchhausen (1884–1947), deutscher Verwaltungsbeamter und Rittergutsbesitzer
- Sigmund Münchhausen (1858–1924), deutscher Architekt
- Stacius von Münchhausen (um 1460–vor 1518), niedersächsischer Adliger aus dem Geschlecht der Münchhausen
- Statius von Münchhausen (1555–1633), Adliger aus der schwarzen Linie derer von Münchhausen
- Thankmar von Münchhausen (Diplomat) (1835–1909), deutscher Diplomat
- Thankmar von Münchhausen (Herausgeber) (1893–1979), deutscher Jurist und Rilke-Herausgeber
- Thankmar von Münchhausen (Journalist) (* 1932), deutscher Journalist
- Wilhelm von Münchhausen (1791–1849), deutscher Oberlandforstmeister und Mitglied der kurhessischen Ständeversammlung